# Tatá (futebolista)
Jônatas Gonçalves Silva, mais conhecido como Tatá (Ferros, 29 de julho de 1986), é um futebolista brasileiro que atua como atacante e meia. Atualmente joga pelo União Cacoalense.

## Títulos
Necaxa-MEX
- Liga de Ascenso: 2014[1]

Avaí
- Vice-Brasileirão Série B: 2016